# Tour de France 2008
Tour de France 2008 var den 95. udgave af Tour de France og kørtes fra den 5. juli til den 27. juli 2008. De tre første etaper foregik i Bretagne, Frankrig.
For første gang i over 40 år startede Tour de France med en almindelig fællesstart, ikke en enkeltstart (prolog). Dermed var der flere end bare tempospecialister, som kunne være med i kampen om at få lov til køre i den gule førertrøje efter første etape. I modsætning til de foregående udgaver deltes der ikke bonussekunder ud til de tre første i mål. Løbet bestod af ti flade etaper, fem bjergetaper, fire kuperede etaper og to individuelle enkeltstarter.
Syv forskellige ryttere kørte i den gule trøje, men det var til sidst Carlos Sastre som vandt den, et lille minut foran Cadel Evans, meget takket være et stærkt hold. Team CSC-Saxo Bank vandt også ungdomstrøjen med Andy Schleck og holdkonkurrencen. Mark Cavendish tog hele fire etapesejre, før han gav sig efter den 14. etape. Óscar Freire tog en klar sejr i pointkonkurrencen. Bernhard Kohl vandt bjertrøjen og fik en samlet tredjeplads, men blev senere diskvalificeret og fik frataget resultaterne.

## Etaperne
| Etaper    | Dato     | Strækning                       | km    | Type    | Etapevinder        | Den gule trøje     |
| --------- | -------- | ------------------------------- | ----- | ------- | ------------------ | ------------------ |
| 1. etape  | 5. juli  | Brest – Plumelec                | 197,5 | Flad    | Alejandro Valverde | Alejandro Valverde |
| 2. etape  | 6. juli  | Auray – Saint-Brieuc            | 164,5 | Flad    | Thor Hushovd       | Alejandro Valverde |
| 3. etape  | 7. juli  | Saint-Malo – Nantes             | 208   | Flad    | Samuel Dumoulin    | Romain Feillu      |
| 4. etape  | 8. juli  | Cholet – Cholet                 | 29,5  | ITT     | Kim Kirchen        | Stefan Schumacher  |
| 5. etape  | 9. juli  | Cholet – Châteauroux            | 232   | Flad    | Mark Cavendish     | Stefan Schumacher  |
| 6. etape  | 10. juli | Aigurande – Super Besse         | 195,5 | Kuperet | Alejandro Valverde | Kim Kirchen        |
| 7. etape  | 11. juli | Brioude – Aurillac              | 159   | Kuperet | Luis León Sánchez  | Kim Kirchen        |
| 8. etape  | 12. juli | Figeac – Toulouse               | 172,5 | Flad    | Mark Cavendish     | Kim Kirchen        |
| 9. etape  | 13. juli | Toulouse – Bagnères-de-Bigorre  | 224   | Bjerg   | Vladimir Efimkin   | Kim Kirchen        |
| 10. etape | 14. juli | Pau – Hautacam                  | 156   | Bjerg   | Juan José Cobo     | Cadel Evans        |
| Hviledag  |          |                                 |       |         |                    |                    |
| 11. etape | 16. juli | Lannemezan – Foix               | 167,5 | Kuperet | Kurt-Asle Arvesen  | Cadel Evans        |
| 12. etape | 17. juli | Lavelanet – Narbonne            | 168,5 | Flad    | Mark Cavendish     | Cadel Evans        |
| 13. etape | 18. juli | Narbonne – Nîmes                | 182   | Flad    | Mark Cavendish     | Cadel Evans        |
| 14. etape | 19. juli | Nîmes – Digne-les-Bains         | 194,5 | Flad    | Oscar Freire       | Cadel Evans        |
| 15. etape | 20. juli | Embrun – Prato Nevoso           | 183   | Bjerg   | Simon Gerrans      | Frank Schleck      |
| Hviledag  |          |                                 |       |         |                    |                    |
| 16. etape | 22. juli | Cuneo – Jausiers                | 157   | Bjerg   | Cyril Dessel       | Frank Schleck      |
| 17. etape | 23. juli | Embrun – l'Alpe d'Huez          | 210,5 | Bjerg   | Carlos Sastre      | Carlos Sastre      |
| 18. etape | 24. juli | Bourg d'Oisans – Saint-Étienne  | 196,5 | Kuperet | Marcus Burghardt   | Carlos Sastre      |
| 19. etape | 25. juli | Roanne – Montluçon              | 165,5 | Flad    | Sylvain Chavanel   | Carlos Sastre      |
| 20. etape | 26. juli | Cérilly – Saint-Amand-Montrond  | 53    | ITT     | Fabian Cancellara  | Carlos Sastre      |
| 21. etape | 27. juli | Étampes – Paris, Champs-Élysées | 143   | Flad    | Gert Steegmans     | Carlos Sastre      |
|           |          | Totalt                          | 3554  |         |                    |                    |

## Deltagere
Alle ProTour-holdene med undtagelse af Astana får deltagelse, i tillæg til de professionelle kontinentalhold Agritubel, Barloworld og Slipstream Chipotle. Heller ikke sprinteren Tom Boonen kom til start ved årets Tour, da han i maj 2008 blev testet positiv for kokain.
De 180 deltagere kommer fra 28 nationer.
| Land                                                                                       | Deltagere |
| ------------------------------------------------------------------------------------------ | --------- |
| Frankrig                                                                                   | 40        |
| Spanien                                                                                    | 30        |
| Italien                                                                                    | 21        |
| Tyskland                                                                                   | 16        |
| Belgien                                                                                    | 12        |
| Holland                                                                                    | 10        |
| Australien                                                                                 | 9         |
| USA, Rusland, Schweiz                                                                      | 4         |
| Colombia, Storbritannien, Luxembourg                                                       | 3         |
| Sydafrika, Østrig, Hviderusland, Norge, Sverige, Ukraine                                   | 2         |
| Brasilien, Canada, Danmark, Kasakhstan, New Zealand, Polen, Tjekkiet, Slovakiet, Slovenien | 1         |

### Favoritter før start
Da holdet til sidste års vinder Alberto Contador og treer Levi Leipheimer ikke blev inviteret til løbet, blev toer Cadel Evans regnet som en af de største favoritter, sammen med blandt andet Alejandro Valverde, Denis Menchov, Damiano Cunego, Carlos Sastre og Andy Schleck. Andy Schleck, Riccardo Riccò og Roman Kreuziger var blandt favoritterne til ungdomstrøjen. Fordi Alessandro Petacchi var udelukket, Tom Boonen uønsket i løbet og Daniele Bennati skadet, lå konkurrencen om den grønne trøje an til at blive en kamp mellem blandt andet Thor Hushovd, Mark Cavendish, Robert Hunter og Óscar Freire.

### Hold
20 hold stiller til start ved løbet. Holdene er:
| - Belgien Silence-Lotto Quick Step - Danmark Team CSC - Saxo Bank - Frankrig Ag2r-La Mondiale Agritubel * Bouygues Télécom Cofidis, le Crédit par téléphone Crédit Agricole Française des Jeux - Tyskland Gerolsteiner Team Milram |  | - Italien Lampre-Fondital Liquigas - Holland Rabobank - Spanien Caisse d'Epargne Euskaltel-Euskadi Saunier Duval-Scott - Storbritannien Barloworld * - USA Team Columbia Team Garmin * |

* Wild card holdene

## Trøjernes fordeling gennem løbet
| Etape  | Vinder             | Gule førertrøje    | Grønne pointtrøje  | Prikkede bjergtrøje | Hvide ungdomstrøje | Holdkonkurrence      | Angrebskonkurrence        |
| 1      | Alejandro Valverde | Alejandro Valverde | Alejandro Valverde | Thomas Voeckler     | Riccardo Riccò     | Caisse d'Epargne     | Lilian Jégou              |
| 2      | Thor Hushovd       | Alejandro Valverde | Kim Kirchen        | Thomas Voeckler     | Riccardo Riccò     | Caisse d'Epargne     | Sylvain Chavanel          |
| 3      | Samuel Dumoulin    | Romain Feillu      | Kim Kirchen        | Thomas Voeckler     | Romain Feillu      | Team Garmin-Chipotle | Will Frischkorn           |
| 4      | Kim Kirchen        | Stefan Schumacher  | Kim Kirchen        | Thomas Voeckler     | Thomas Lövkvist    | Team Garmin-Chipotle | ikke uddelt (enkeltstart) |
| 5      | Mark Cavendish     | Stefan Schumacher  | Thor Hushovd       | Thomas Voeckler     | Thomas Lövkvist    | Team Garmin-Chipotle | Nicolas Vogondy           |
| 6      | Riccardo Riccò     | Kim Kirchen        | Kim Kirchen        | Sylvain Chavanel    | Thomas Lövkvist    | Team Garmin-Chipotle | Sylvain Chavanel          |
| 7      | Luis León Sánchez  | Kim Kirchen        | Kim Kirchen        | David de la Fuente  | Thomas Lövkvist    | Team CSC-Saxo Bank   | Luis León Sánchez         |
| 8      | Mark Cavendish     | Kim Kirchen        | Óscar Freire       | David de la Fuente  | Thomas Lövkvist    | Team CSC-Saxo Bank   | Laurent Lefèvre           |
| 9      | Vladimir Efimkin   | Kim Kirchen        | Kim Kirchen        | David de la Fuente  | Andy Schleck       | Team CSC-Saxo Bank   | Sebastian Lang            |
| 10     | Juan José Cobo     | Cadel Evans        | Óscar Freire       | Riccardo Riccò      | Riccardo Riccò     | Saunier Duval-Scott  | Rémy Di Gregorio          |
| 11     | Kurt Asle Arvesen  | Cadel Evans        | Óscar Freire       | Riccardo Riccò      | Riccardo Riccò     | Team CSC-Saxo Bank   | Amaël Moinard             |
| 12     | Mark Cavendish     | Cadel Evans        | Óscar Freire       | Sebastian Lang      | Vincenzo Nibali    | Team CSC-Saxo Bank   | Arnaud Gérard             |
| 13     | Mark Cavendish     | Cadel Evans        | Óscar Freire       | Sebastian Lang      | Vincenzo Nibali    | Team CSC-Saxo Bank   | Niki Terpstra             |
| 14     | Oscar Freire       | Cadel Evans        | Óscar Freire       | Sebastian Lang      | Vincenzo Nibali    | Team CSC-Saxo Bank   | José Iván Gutiérrez       |
| 15     | Simon Gerrans      | Fränk Schleck      | Óscar Freire       | Bernhard Kohl       | Vincenzo Nibali    | Team CSC-Saxo Bank   | Egoi Martinez             |
| 16     | Cyril Dessel       | Fränk Schleck      | Óscar Freire       | Bernhard Kohl       | Andy Schleck       | Team CSC-Saxo Bank   | Stefan Schumacher         |
| 17     | Carlos Sastre      | Carlos Sastre      | Óscar Freire       | Bernhard Kohl       | Andy Schleck       | Team CSC-Saxo Bank   | Peter Velits              |
| 18     | Marcus Burghardt   | Carlos Sastre      | Óscar Freire       | Bernhard Kohl       | Andy Schleck       | Team CSC-Saxo Bank   | Marcus Burghardt          |
| 19     | Sylvain Chavanel   | Carlos Sastre      | Óscar Freire       | Bernhard Kohl       | Andy Schleck       | Team CSC-Saxo Bank   | Sylvain Chavanel          |
| 20     | Stefan Schumacher  | Carlos Sastre      | Óscar Freire       | Bernhard Kohl       | Andy Schleck       | Team CSC-Saxo Bank   | ikke uddelt (enkeltstart) |
| 21     | Gert Steegmans     | Carlos Sastre      | Óscar Freire       | Bernhard Kohl       | Andy Schleck       | Team CSC-Saxo Bank   | Nicolas Vogondy           |
| Samlet |                    | Carlos Sastre      | Óscar Freire       | Bernhard Kohl       | Andy Schleck       | Team CSC-Saxo Bank   | Sylvain Chavanel          |

Trøjebærere når en rytter fører to eller flere konkurrencer
- På 2. etape; Philippe Gilbert bar den grønne trøje
- På 4. etape; Andy Schleck bar den hvide trøje
- På 7. etape; Thor Hushovd bar den grønne trøje
- På 8. og 10. etape; Óscar Freire bar den grønne trøje
- På 11. etape; Vincenzo Nibali bar den hvide trøje
- Inden 12. etape; Riccardo Riccò blev smidt ud af løbet på grund af doping. Vincenzo Nibali bar den hvide trøje på 12. etape, mens ingen bar den prikkede trøje.

## Resultater

### Sammenlagt
|    | Rytter               | Hold                   | Tid      |
| -- | -------------------- | ---------------------- | -------- |
| 01 | Carlos Sastre        | Team CSC-Saxo Bank     | 87:52.52 |
| 02 | Cadel Evans          | Silence-Lotto          | + 0.58   |
| 03 | Denis Menchov*       | Rabobank               | + 2.10   |
| 04 | Christian Vandevelde | Team Garmin-Slipstream | + 3.05   |
| 05 | Fränk Schleck        | Team CSC-Saxo Bank     | + 4.28   |
| 06 | Samuel Sánchez       | Euskaltel-Euskadi      | + 6.25   |
| 07 | Kim Kirchen          | Team Columbia          | + 6.55   |
| 08 | Alejandro Valverde   | Caisse d'Epargne       | + 7.12   |
| 09 | Tadej Valjavec       | Ag2r-La Mondiale       | + 9.05   |
| 10 | Vladimir Efimkin     | Ag2r-La Mondiale       | + 9.55   |

- Denis Menchov fik tilkendt tredjepladsen efter Bernhard Kohl's dopingindrømmelse

### Pointkonkurrencen
|   | Rytter       | Hold            | Point |
| - | ------------ | --------------- | ----- |
| 1 | Óscar Freire | Rabobank        | 270   |
| 2 | Thor Hushovd | Crédit Agricole | 220   |
| 3 | Erik Zabel   | Team Milram     | 217   |

### Bjergkonkurrencen
|   | Rytter         | Hold               | Point |
| - | -------------- | ------------------ | ----- |
| 1 | Bernhard Kohl* | Team Gerolsteiner  | 128   |
| 2 | Carlos Sastre  | Team CSC-Saxo Bank | 80    |
| 3 | Fränk Schleck  | Team CSC-Saxo Bank | 80    |

- Bernhard Kohl indrømmede senere på året at have brugt doping, men har ikke fået frakendt sin bjergtrøje. Sker dette vil Carlos Sastre vinde bjergtrøjen også og dermed blive den første til at vinde både det samlede klassement og bjergtrøjen siden Eddy Merckx gjorde det i 1970

### Ungdomskonkurrencen
|   | Rytter          | Hold               | Tid      |
| - | --------------- | ------------------ | -------- |
| 1 | Andy Schleck    | Team CSC-Saxo Bank | 88:04.24 |
| 2 | Roman Kreuziger | Liquigas           | + 1.27   |
| 3 | Vincenzo Nibali | Liquigas           | + 17.01  |

### Holdkonkurrencen
|   | Hold               | Nation   | Tid       |
| - | ------------------ | -------- | --------- |
| 1 | Team CSC-Saxo Bank | Danmark  | 263:29.57 |
| 2 | Ag2r-La Mondiale   | Frankrig | + 15.35   |
| 3 | Rabobank           | Holland  | + 1:05.26 |

### Mest angrebsivrige rytter
Sylvain Chavanel fra Cofidis blev kåret til årets mest angrebsivrige rytter.

## Udgåede ryttere
Ryttere der trak sig, blev diskvalificerede eller skadede.
| Type | Etape | Rytter                | Hold                | Årsag                                                                      |
| ---- | ----- | --------------------- | ------------------- | -------------------------------------------------------------------------- |
| DNF  | 1     | Hervé Duclos-Lassalle | Cofidis             | Brækkede venstre håndled i et styrt                                        |
| DNF  | 3     | Ángel Gómez           | Saunier Duval-Scott | Skadet på grund af styrt                                                   |
| DNF  | 5     | Mauricio Soler        | Barloworld          | Skadet på grund af styrt                                                   |
| DNS  | 6     | Aurélien Passeron     | Saunier Duval-Scott | Skade på grund af styrt på 5. etape                                        |
| DNF  | 7     | Mauro Facci           | Quick Step          | Sygdom                                                                     |
| DNF  | 7     | Lilian Jégou          | Française des Jeux  | Kolliderede med et træ og brækkede håndledet                               |
| DNF  | 7     | John Gadret           | Ag2r-La Mondiale    | Skade                                                                      |
| DNF  | 7     | Christophe Moreau     | Agritubel           | Rygsmerter                                                                 |
| HD   | 7     | Magnus Bäckstedt      | Garmin-Chipotle     | Røg uden for tidsgrænsen                                                   |
| DNS  | 8     | Manuel Beltrán        | Liquigas            | Testet positiv for EPO                                                     |
| DNF  | 10    | Yuri Trofimov         | Bouygues Télécom    | Forkølelse og træthed                                                      |
| DNS  | 11    | Moisés Dueñas         | Barloworld          | Anklaget for doping (EPO)                                                  |
| DNF  | 11    | Paolo Longo Borghini  | Barloworld          | Brækket kraveben                                                           |
| DNF  | 11    | Félix Cárdenas        | Barloworld          | Seneskade                                                                  |
| DNS  | 12    | Riccardo Riccò        | Saunier Duval-Scott | Testet positiv for EPO                                                     |
| DNS  | 12    | Rubens Bertogliati    | Saunier Duval-Scott | Tilbagetrækning grundet dopinganklager mod holdets kaptajn, Riccardo Riccò |
| DNS  | 12    | Juan José Cobo        | Saunier Duval-Scott | Tilbagetrækning grundet dopinganklager mod holdets kaptajn, Riccardo Riccò |
| DNS  | 12    | David de la Fuente    | Saunier Duval-Scott | Tilbagetrækning grundet dopinganklager mod holdets kaptajn, Riccardo Riccò |
| DNS  | 12    | Jesús Del Nero        | Saunier Duval-Scott | Tilbagetrækning grundet dopinganklager mod holdets kaptajn, Riccardo Riccò |
| DNS  | 12    | Josep Jufré           | Saunier Duval-Scott | Tilbagetrækning grundet dopinganklager mod holdets kaptajn, Riccardo Riccò |
| DNS  | 12    | Leonardo Piepoli      | Saunier Duval-Scott | Tilbagetrækning grundet dopinganklager mod holdets kaptajn, Riccardo Riccò |
| DNF  | 12    | Baden Cooke           | Barloworld          | Skade                                                                      |
| DNF  | 14    | Nicolas Jalabert      | Agritubel           | Skade forårsaget af styrt                                                  |
| DNS  | 15    | Mark Cavendish        | Team Columbia       | Planlagt udtrækning på grund af OL                                         |
| DNF  | 15    | Stijn Devolder        | Quick Step          | Stod af                                                                    |
| DNF  | 15    | Mark Renshaw          | Crédit Agricole     | Stod af                                                                    |
| DNF  | 15    | Óscar Pereiro         | Caisse d'Epargne    | Brækket skulder efter styrt på nedkørsel                                   |
| DNF  | 16    | Sébastien Chavanel    | Française des Jeux  | Træthed                                                                    |
| HD   | 16    | Francesco Chicchi     | Liquigas            | Røg uden for tidsgrænsen                                                   |
| HD   | 17    | Jimmy Casper          | Agritubel           | Røg uden for tidsgrænsen                                                   |
| DNF  | 19    | Christophe Brandt     | Silence-Lotto       | Skade og sygdom                                                            |
| DNS  | 19    | Damiano Cunego        | Lampre              | Skade på grund af styrt på 18. etape                                       |
| HD   | 19    | Fabian Wegmann        | Gerolsteiner        | Røg uden for tidsgrænsen                                                   |
| HD   | 19    | Romain Feillu         | Agritubel           | Røg uden for tidsgrænsen                                                   |
| HD   | 19    | Juan Antonio Flecha   | Rabobank            | Røg uden for tidsgrænsen                                                   |

- DNS (did not start) = Startede ikke på etapen
- DNF (did not finish) = Fuldførte ikke etapen
- HD (hors délais) = Kom ikke i mål inden for tidsgrænsen

## Doping
Igen i dette års udgave af Tour de France blev en række ryttere afsløret i brugen af doping, og efter løbet er yderligere nogle ryttere fældet. Under løbet drejede det sig om følgende ryttere:
- 11. juli:  Manuel Beltran (Liquigas) bliver testet positivt for erythropoietin, EPO. Prøven blev taget på forkant af 1. etape.
- 16. juli:  Moisés Dueñas (Barloworld) bliver taget for brug af EPO efter en politirazzia.
- 17. juli:  Riccardo Riccò (Saunier Duval-Scott) bliver testet positiv for brug af CERA af det franske antidopingagentur. Prøven blev taget efter enkeltstarten på 4. etape. Hele Riccòs hold, Saunier Duval-Scott, trak sig efterfølgende før 12. etape.
- 27. juli:  Dmitrij Fofonov (Crédit Agricole) blev taget i doping.[11]

Efter løbet blev Jimmy Casper testet positiv for brugen af et astmamiddel, og han blev suspenderet af sit hold, Agritubel. Imidlertid havde Casper gennem tolv år lovligt anvendt stoffet, da han har astma, men han havde ikke fornyet autorisationen, der var udløbet kort før løbets start. Han blev efterfølgende frifundet af det franske cykelforbund.
I slutningen af september blev det offentliggjort, at flere ryttere var testet positiv for brug af EPO. Det drejede sig om Leonardo Piepoli, Stefan Schumacher og nr. tre i den samlede stilling samt vinder af den prikkede bjergtrøje, Bernhard Kohl, der alle havde spor af CERA, som også Riccò var afsløret i brugen af under løbet.

## Eksterne links
- Tour de France 2008